# 旁分泌
旁分泌（英語：paracrine）是指细胞分泌物不进入血液循环，而是通过扩散作用作用于邻近的靶细胞，进行细胞间信号传递的分泌方式，这种信号传递方式可以控制靶细胞的生长和功能。例如，肿瘤细胞会产生某种激素或调节因子（血管内皮生长因子），通过细胞间隙对邻近的其他种类细胞起到促进的作用。这种功能活动是通过局部体液因素进行的，可以认为是局部性体液调节。